# Bekanamicina
La bekanamicina (conosciuta anche come aminodeossikanamicina e come kanamyiina B) è un antibiotico aminoglicosidico naturale, prodotto da un ceppo mutante di Streptomyces kanamyceticus. L'antibiotico ha azione battericida sui microrganismi appartenenti alla famiglia delle Enterobatteriacee: fra questi, Escherichia coli, Klebsiella, Salmonella, Proteus, Shigella. È simile alla kanamicina sia come struttura chimica che come spettro d'azione e farmacocinetica.

## Farmacocinetica
Il farmaco non viene praticamente assorbito nel tratto gastrointestinale.

Dopo somministrazione orale si raggiungono concentrazioni intestinali comprese tra 170 e 350 mg/g.

L'escrezione avviene per via fecale.

## Tossicità
I valori di DL50 nel topo e nel ratto sono rispettivamente di 110,5 e 192 mg/kg per via endovenosa e > 6000 mg/kg per via orale, in entrambe le specie.

## Usi clinici
È indicata per infezioni intestinali acute e croniche sostenute da ceppi sensibili.

## Dosi terapeutiche
Negli adulti la dose consigliata è di 1-1,5 g/die. La dose giornaliera può essere aumentata fino a 4 g/die (60 mg/kg/die) e deve essere frazionata in 3-4 dosi.
Nei bambini di età compresa tra 2 e 12 anni la posologia consigliata è di 40 mg/kg/die.
Nella primissima infanzia il prodotto va somministrato solo in caso di effettiva necessità e sotto diretto controllo del medico.

## Effetti collaterali ed avversi
Il farmaco può causare nausea, vomito, diarrea, manifestazioni cutanee di natura allergica.

Raggiungendo dosaggi molto elevati in soggetti con insufficienza epatica grave sono state osservate ototossicità e nefrotossicità.

## Controindicazioni
La bekanamicina solfato non deve essere somministrata in caso di difficoltoso transito intestinale, occlusione o subocclusione intestinale, insufficienza renale, sindromi miasteniche, sindromi da malassorbimento. Se compaiono segni di nefrotossicità e/o ototossicità è necessario sospendere il trattamento.
I trattamenti combinati con altri farmaci ototossici e/o nefrotossici (a titolo di esempio altri aminoglicosidi, acido etacrinico, ecc.) devono essere evitati o, se indispensabili, devono essere seguiti con particolare cautela ed attenzione.